# Tamsalu (Lääne-Saare)
Tamsalu était un village de la commune de Lääne-Saare du comté de Saare en Estonie.
Au 31 décembre 2011, il comptait 24 habitants.
Lors de la réorganisation communale d'octobre 2017, le village a été ajouté au village de Suur-Randvere, dans la commune fusionnée de Saaremaa.